# Harry Eden
Pour les articles homonymes, voir Eden.
 (avril 2023).
Harry Eden (né le 1er mars 1990 à Harlow dans l'Essex) est un acteur britannique remarqué dans son rôle de Nibs dans Peter Pan.
Il vit actuellement à Essex en Angleterre. Son père, Paul Eden, l'accompagne toujours pendant les tournages.
Il a fréquenté la Sylvia Young Theatre School, une des écoles les plus prestigieuses du Royaume-Uni.  Harry a reçu le prix BIFA en 2003 pour le meilleur jeune espoir dans Pure.

## Filmographie

### Télévision

#### Téléfilm
- 2003 : Real Men : Russell Wade
- 2001 : The Gentleman Thief : Davie Barnett
- 2000 : Hero of the Hour : Brian

#### Série télévisée
- 2007 : Cape Wrath (Meadowlands) (épisode : Pilote) : jeune Donnelly (non crédité)
- 2007 : Foyle's War (saison 5, épisode 02 : Casualties of War) : Terry Morgan
- 2005 : Bleak House (7 épisodes) : Jo
- 2002 : Helen West (saison 1, épisode 01 : Deep Sleep) : Tom Perry
- 2002 : Murder in Mind (saison 2, épisode 05 : Flashback) : David Jackson
- 2001 : Casualty (saison 15, épisode 23 : Something from the Heart) : Matty Tate
- 2001 : La Brigade du courage (London's Burning) (saison 13, épisode 01 : La Nouvelle Brigade) : Mark
- 2000 : Lock, Stock... (épisode 01 : ...And Four Stolen Hooves) : Forest

### Cinéma

#### Court métrage
- 2013 : Cast Offs : Brooks
- 2011 : The Mapmaker : Young Rowan
- 2010 : Nightswimming : Luke

#### Long métrage
- 2014 : The Spoiler : Jesse Darmoody
- 2008 : Flashbacks of a Fool : Joe Scott adolescent
- 2006 : Cubs : Ben
- 2006 : Land of the Blind : Shithead : 12-Year Old Guard
- 2005 : The Last Door : Ben Heywood
- 2005 : Oliver Twist de Roman Polanski : The Artful Dodger (Le Parfait Coquin)
- 2004 : The Lazarus Child : Ben Heywood
- 2003 : Peter Pan : Nibs
- 2002 : Pure : Paul